# 양을나
양을나(良乙那, ? ~ ?)는 상고 시대의 부족국가(部族國家) 탐라와 제주 양씨의 시조이다.
《고려사》 지리지 탐라현조에 인용된 《고기(古記)》에 따르면, 태초에 제주도에는 사람이 없었는데, 어느날 한라산 북쪽 기슭 모흥혈(毛興穴)에서 3인의 신인이 솟아올라왔다. 첫째가 양을나(良乙那), 둘째가 고을나(高乙那), 셋째가 부을나(夫乙那)였다.